# Rhaphuma improvisa
Rhaphuma improvisa là một loài bọ cánh cứng trong họ Cerambycidae.